# Themelthorpe
Themelthorpe – wieś w Anglii, w hrabstwie Norfolk, w dystrykcie Broadland. Leży 24 km na północny zachód od Norwich i 162 km na północny wschód od Londynu. Miejscowość liczy 65 mieszkańców.